# Abbaye d'Inislounaght
L’abbaye d'Inislounaght (en irlandais : Mainistir Inis Leamhnachta) était une abbaye cistercienne irlandaise située à l'ouest de Clonmel.
Fondée en 1151, elle est fermée en 1540. Elle a totalement disparu par la suite, de sorte qu'il n'en reste que des vestiges dispersés.

## Localisation et toponymie
L'abbaye était située sur la rive septentrionale de la Suir, juste en amont de la ville de Clonmel face à la colline nommée Kilmacomma Hill.
La beauté du site donne son nom au nouveau monastère, qui prend en gaélique le nom d'Inis Leamhnachta, soit « l'île du lait frais ». En revanche, son nom latin, Surium, est plus prosaïquement le nom du fleuve qui en arrose la vallée.
Dans certains documents, l'abbaye est nommée « Abbey Slunagh ».

## Histoire

### Prospérité
L'abbaye est bien située, sa position dans la vallée d'un fleuve navigable lui permettant d'assurer un rôle de carrefour.
Dès avant la fin du XIIe siècle, Inislounght fonde trois abbayes-filles en Irlande : Glanawydan ou Glangragh en 1170, Fermoy la même année et Corcomroe en 1195.

### Participation à la conspiration de Mellifont
L'abbaye d'Inislounaght, comme son abbaye-mère Monasteranenagh, est très impliquée dans la conspiration de Mellifont. La crise y dure une douzaine d'années à partir de 1216, et culmine en 1227. À cette date, le chapitre général cistercien transfère la filiation d'Inislounaght à l'abbaye de Furness, ce qui est vécu par les moines irlandais comme une trahison ; l'envoyé spécial du chapitre cistercien et son compagnon de route sont gravement blessés dans une embuscade tendue par la communauté d'Inislounaght. Étienne de Lexington est si choqué qu'il décide de venir sur place ; il reste trois jours au monastère et apaise les esprits. Néanmoins, l'envoi d'une communauté anglaise est décidé en 1249 depuis Furness, pour contrer les velléités autonomistes du monastère frondeur. À cette date, il est estimé que la communauté d'Inislounaght compte trente-six frères et une cinquantaine de convers.

### Déclin et dissolution
Au XIVe siècle, la ferveur de l'abbaye semble être tombée au plus bas. Le recueil satirique des Poèmes de Kildare (en), écrit par un franciscain, brocarde en effet une abbaye non nommée, mais à laquelle le poète fait allusion comme à « une rivière de lait doux », référence au nom originel de l'abbaye,.
Que ce soit à cause de ce luxe ou pour une autre raison, l'abbaye est en tout cas lourdement endettée à la fin du XIVe siècle ; cet état de fait perdure le siècle suivant, et l'état de l'église est plus que préoccupant en 1467.
La dissolution frappe en avril 1540, sous l'abbatiat de James Butler, une communauté extrêmement réduite, qui ne compte plus que cinq personnes. À cette date l'abbaye n'a que 39 livres de revenu annuel. Les commissaires royaux décident de la destruction immédiate de l'église, et de l'attribution des autres bâtiments au fermier local Thomas Butler, qui est créé baron de Caher dès l'année suivante. En 1577, l'édifice change de propriétaire ; des ruines sont encore décelables au XVIIIe siècle mais, par la suite, même ces vestiges disparaissent totalement.

## Architecture
Les seuls restes encore visible de l'abbaye sont des éléments de réemploi dans l'église protestante de Marlfield (en), le plus proche hameau. La dalle funéraire visible ci-dessus vient très probablement d'Inislounaght, ainsi que le vitrail oriental et un portail roman datés tous deux de 1180 à 1200,.

## Galerie

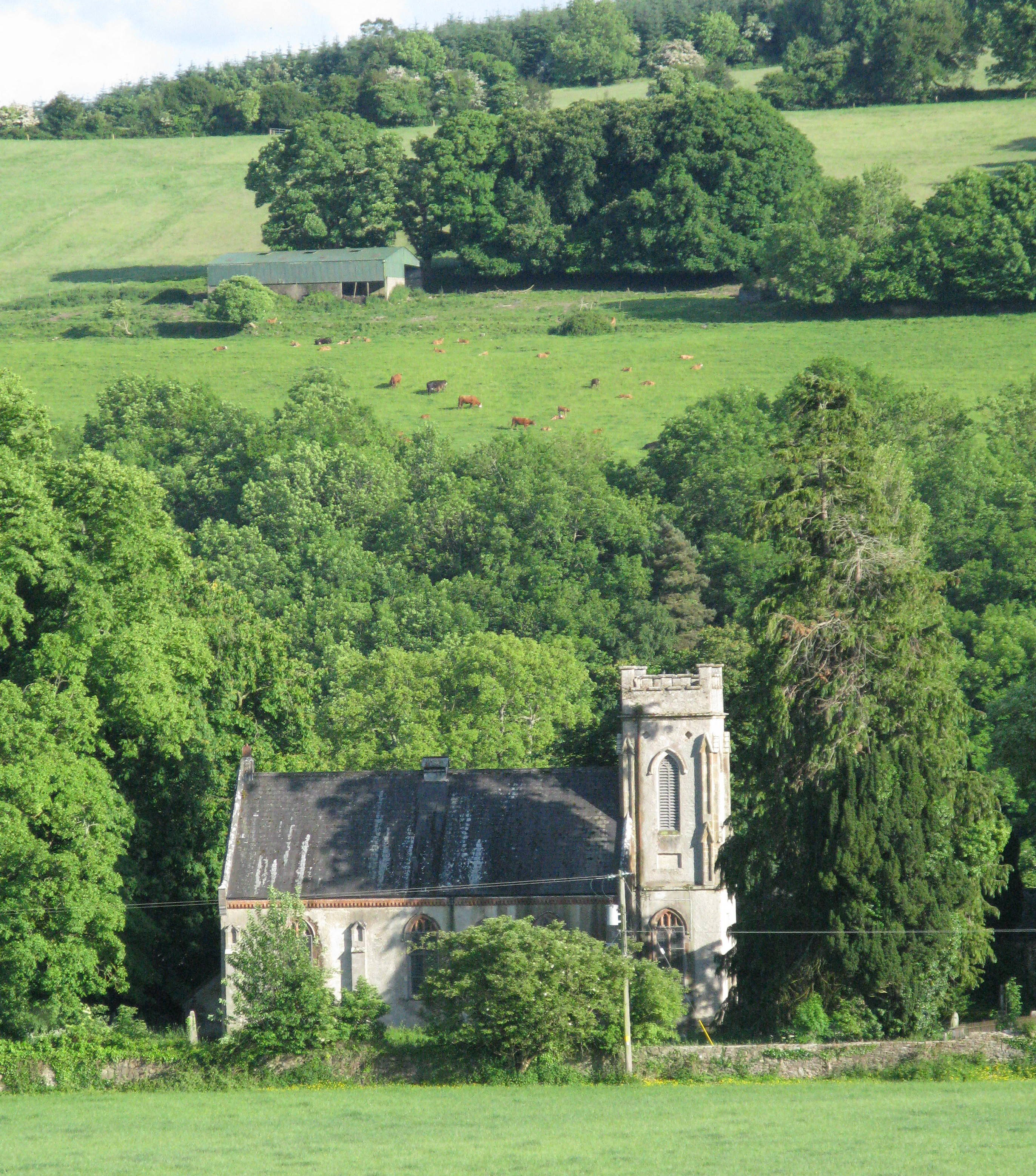
L'église Saint-Patrick de l'Église d'Irlande, site de l'abbaye, Marlfield.
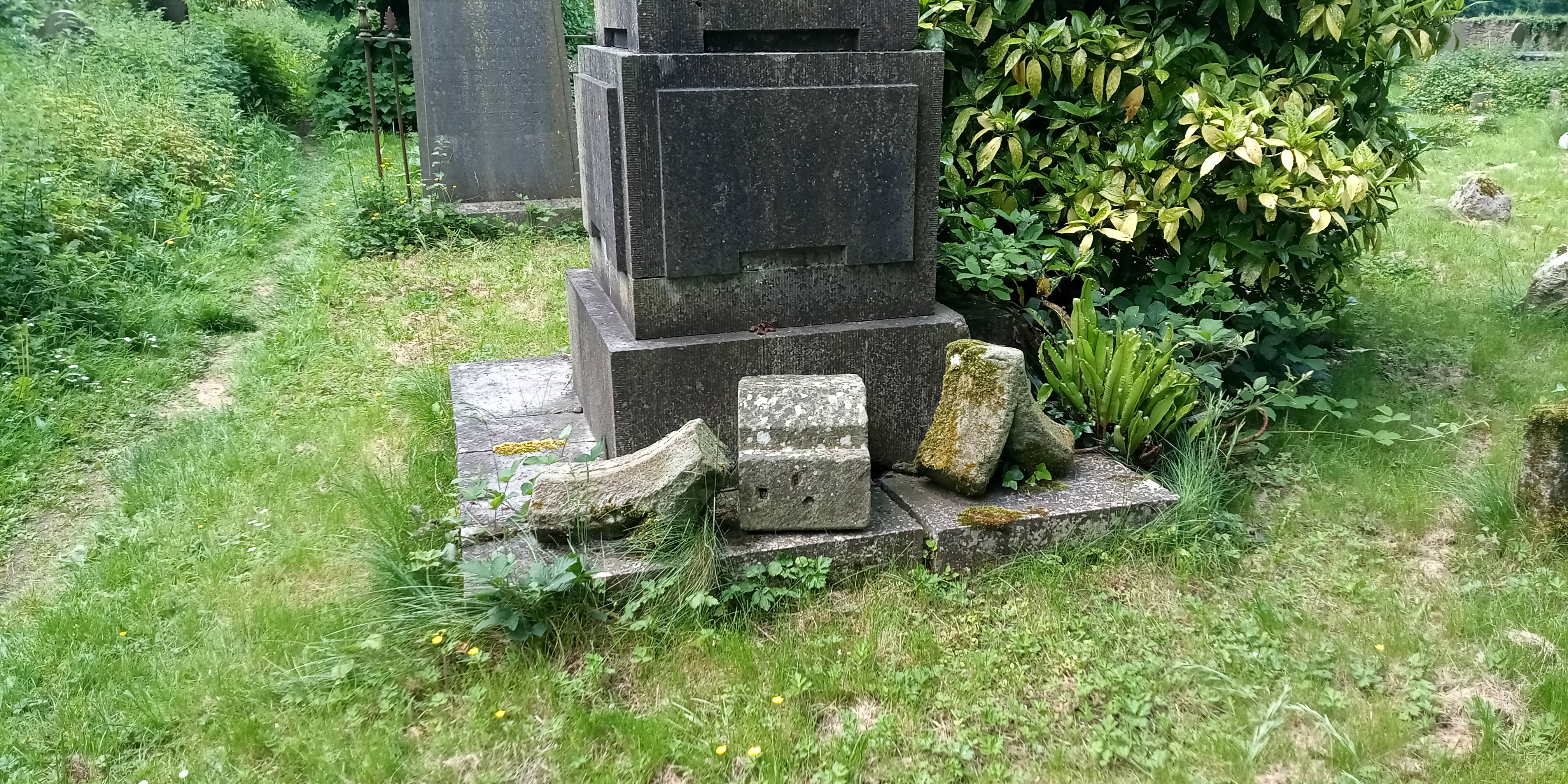
Fragments architecturaux, sans doute de fenêtres, vieux cimetière de Marlfield, site de l'abbaye.
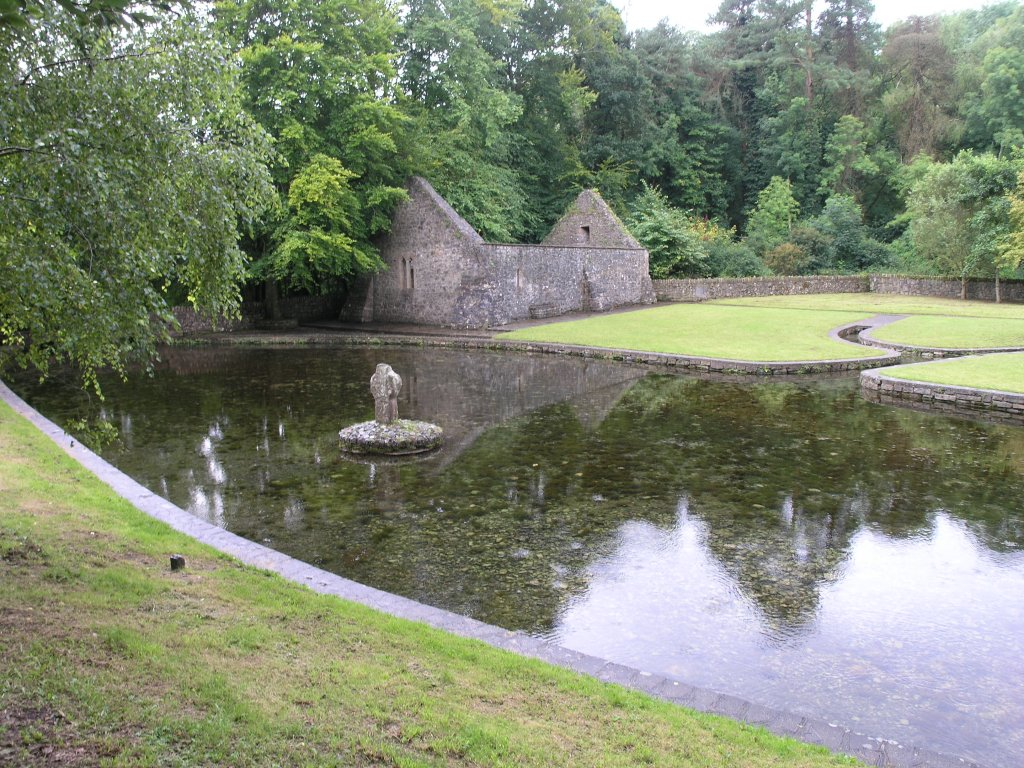
Site voisin du Puits de St Patrick (en), Marlfield.
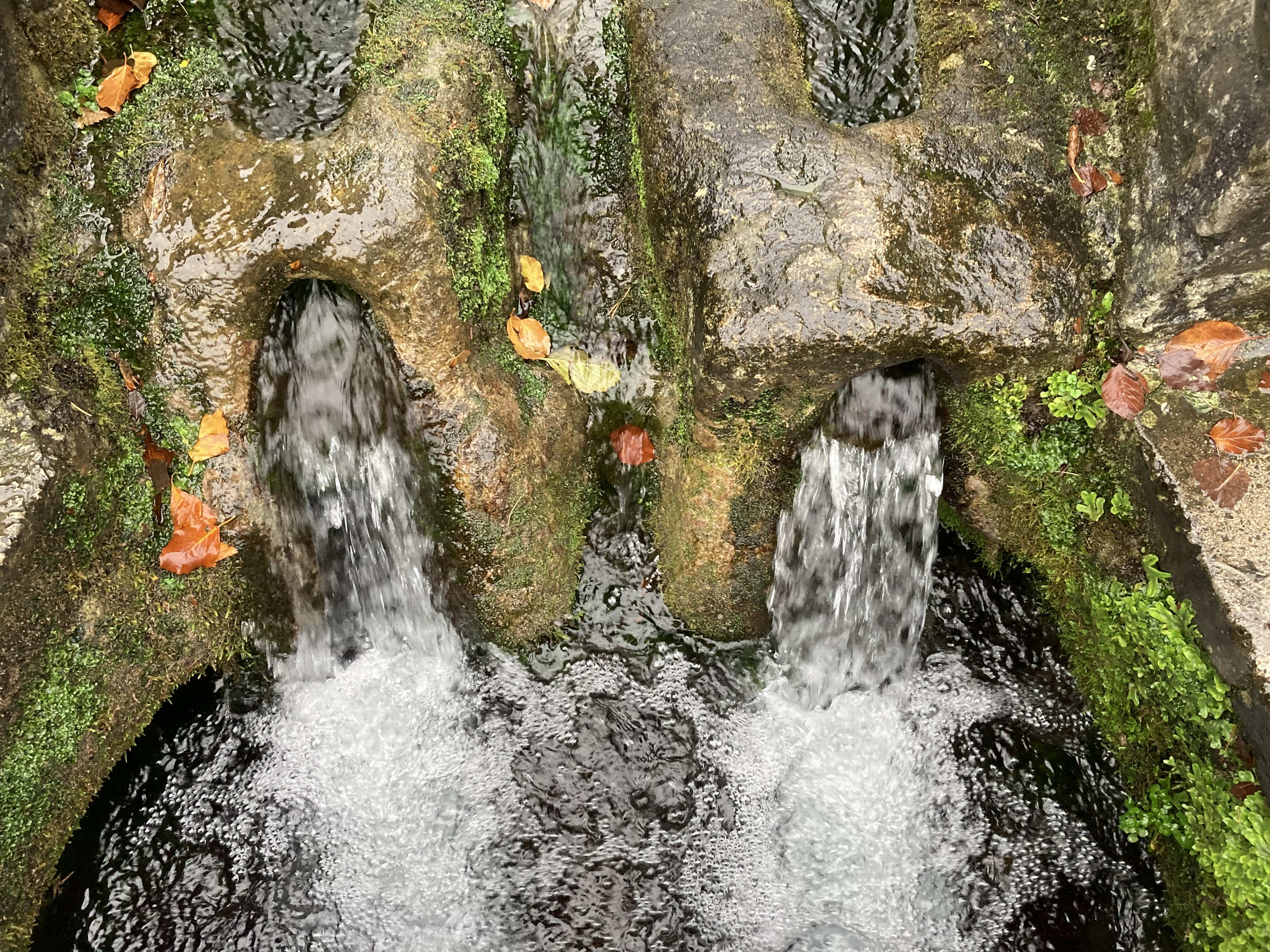
L'eau du puits sacré considérée comme curative.